# Karl-Heinz Schubert
Karl-Heinz Schubert (* 25. September 1929; † 1. Januar 1992) war ein deutscher Oberingenieur, Funkamateur, Redakteur und Autor deutschsprachiger Fachbücher. Er hielt die Amateurfunkrufzeichen DM2AXE und Y21XE. Er wohnte zuletzt in Neuenhagen bei Berlin. 

## Werdegang
Nach seiner Ausbildung zum Ingenieur arbeitete Schubert zunächst als Redakteur, später als Chefredakteur der Zeitschrift Funkamateur von 1957 bis 1990.

## Amateurfunkliteratur
Bekannt wurde Schubert ab den 1960er Jahren durch seine Literatur zu den Themen Funktechnik und Amateurfunkdienst, die im Militärverlag der DDR erschienen. Gemeinsam mit Hagen Jakubaschk gehört er zu den wenigen Autoren in der DDR, die für Funkamateure fundierte Literatur lieferten. Sein Großes Radiobastelbuch erschien auch in ungarischer, tschechischer und bulgarischer Übersetzung.
Schubert war der Herausgeber der Elektronischen Jahrbücher der DDR von 1965 bis 1991.

## Werke (Auswahl)
- Elektrotechnische Grundlagen, Berlin 1964
- Praktisches Radiobasteln, Neuenhagen bei Berlin 1965
- Mit Transistor und Batterie, Berlin 1965
- Das große Radiobastelbuch, Berlin 1966
- Amateurfunk – ein Handbuch für den Funkamateur, Berlin 1978 (als Herausgeber)